# Rexim Favor
Rexim Favor (укр. Рексим Фавор) — швейцарський пістолет-кулемет, розроблений в 1953 році женевською компанією Rexim Small Arms Company.

## Опис
Розроблений у 1953 році, він відрізнявся складною конструкцією та високою ціною. В 1957 році проект Rexim Favor був проданий іспанцям, які намагались продати його під назвою La Corunda, проте безуспішно. Загалом було виготовлено близько 1500 зразків. Єдина країна, яка прийняла Rexim Favor на озброєння — Туреччина, яка прийняла його під найменуванням M-68. Невелика кількість M-68 експлуатується до сьогодні.

## Конструкція
Незважаючи на низькі продажі, Rexim Favor був якісно зроблений, в основному зі штампованих деталей. Він мав швидкозмінний ствол і магазин аналогічний німецькому від MP-40. Головна особливість Rexim Favor полягала в тому, що постріл виконувався з закритого затвора — тобто патрон подавався в камеру під дією зведення затвора і залишався там доти, поки натискання на спусковий гачок не дозволяв постріл. Рушійна сила була представлена двома циліндричними пружинами, одна з яких працювала всередині іншої з проміжним порожнистим ударником. Після натискання спускового гачка ударник, під дією сили великої зовнішньої пружини, ударяв бойком по капсулю і виконувався постріл.
Основна проблема пов'язана з Rexim Favor — відсталий дизайн зброї. Rexim Favor дуже незграбний і важкий, дизайн підходить більше для карабіна ніж для пістолета-кулемета. Крім того, механізм був занадто складний, особливо для пістолета-кулемета, де цінується простота. На Rexim Favor можна монтувати багнет і використовувати патрони стандарту НАТО, проте при вазі як у штурмової гвинтівки покупців Rexim Favor було вкрай мало.